# Rohner (bande dessinée)
Rohner ou John Rohner (série initialement intitulée Jann Polynesia) est une série de  bande dessinée d'aventure de l'auteur de bande dessinée espagnol Alfonso Font. Son scénario s'inspire des œuvres d'écrivains tels que Jack London et Robert Louis Stevenson, ce dernier apparaissant comme personnage dans la série.

## Synopsis
L'action de la série se situe à la veille de la première guerre mondiale, dans les Îles Samoa. John Rohner (ou Jann Polynesia) est un marin, tantôt pilote, tantôt contrebandier, bref, aventurier, qui écume cet archipel de l'Océanie. Ami de Robert Louis Stevenson et de son épouse, il leur conte ses différentes aventures qui constituent le scénario de chacun des épisodes de la série

## Analyse
Lors de sa publication, Rohner a le malheur d'être considéré comme une sorte de copie de l'icônique Corto Maltese dont Alfonso Font se serait largement inspiré. Il est vrai que le héros espagnol partage avec son alter ego italien, outre sa casquette, et le fait d'être marin à l'aube de la première guerre mondiale, des aventures présentées sous forme de feuilletons et une réflexion lucide sur la dualité humaine. Quoi qu'il en soit, Alfonso Font a toujours démenti ce lignage direct faisant remonter son inspiration à la lecture de L'Île aux voix de Robert Louis Stevenson et Les terribles Solomon de Jack London.

## Trajectoire éditoriale
La série, alors intitulée Jann Polynesia, est publiée pour la première fois, en  1985, dans le numéro 59 de la revue Cimoc, et se poursuit sous ce nom jusqu'au numéro 62.
À la fin des années 1980, sur proposition d'un éditeur italien, et par l'intermédiaire des éditions Norma, Alfonso Font décide de relancer la série Jann Polynesia. Mais, au moment de publier les nouveaux épisodes, il apparaît que les premiers épisodes ont paru en Italie chez un autre éditeur. Le nouvel éditeur préfère un nouveau personnage, et un compromis est finalement trouvé en changeant simplement de nom, Jann Polynesia devenant John Rohner.
Sous ce nouveau nom de Rohner, la publication dans Cimoc reprend, en 1989, dans le numéro 98.
La série est par la suite publiée en albums, d'abord en Espagne, en 1990, chez Norma Editorial. Trois albums seront publiés chez cet éditeur : La sangre del volcan, La Isla de la voces et John Rohner, marino. La publication en France suit peu de temps après. Elle est chaotique. Un premier album, Le sang du volcan est publié chez Soleil Productions en 1991 et un second, John Rohner, le marin, 13 ans plus tard, en 2004, aux éditions Theloma. Le troisième album, La Isla de las voces n'a jamais été traduit en français.
En 2008, la série fait l'objet d'une réédition en une intégrale de 104 pages regroupant les sept histoires publiées dans Cimoc, aux éditions Planeta DeAgostini pour l'Espagne et l'Italie et Erko (de) pour l'Allemagne. Cette intégrale n'a jamais été publiée en France.

## Publication

### Périodiques

#### Cimoc
- Jann Polynesia dans Cimoc n°59 à 62, 1985

### Albums
- Le sang du volcan, 1991, Soleil Productions (Prix Haxtur de la meilleure histoire courte)
- La Isla de las voces, 1992, Norma Editorial (jamais publié en français)
- Le marin, 2004, Theloma (tome 2 pour la France renuméroté 1)